# Robert Wolfe
Robert Wolfe (Sydney, 1967) is een Nederlandse jeugdboekenschrijver.
Wolfe werd in Australië geboren en verhuisde op achtjarige leeftijd naar Nederland.
In 2004 debuteerde hij met Joshua Joshua Tango, uitgegeven door de Harmonie. Het kreeg positieve recensies, onder meer in de NRC. In 2007 kwam het vervolg uit, Het Gif van de Groene Cobra. In 2010 is het boek GLITS uitgekomen, eveneens bij de Harmonie en in 2014 publiceerde Wolfe Bangschool.
Joshua Joshua Tango is in vertaling in het Indonesisch uitgekomen en de filmrechten zijn verkocht aan Bosbros. Glits werd in het Duits vertaald.